# Igala (land)

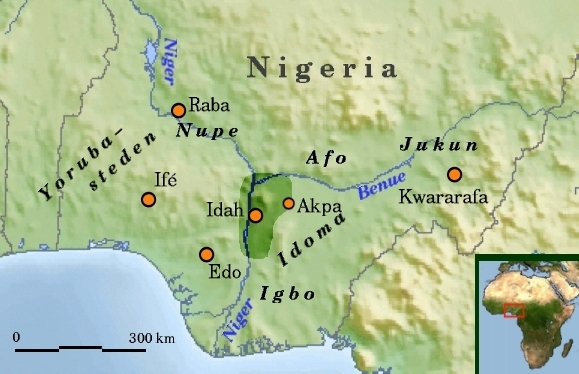
Historisch Igala en omringende landen

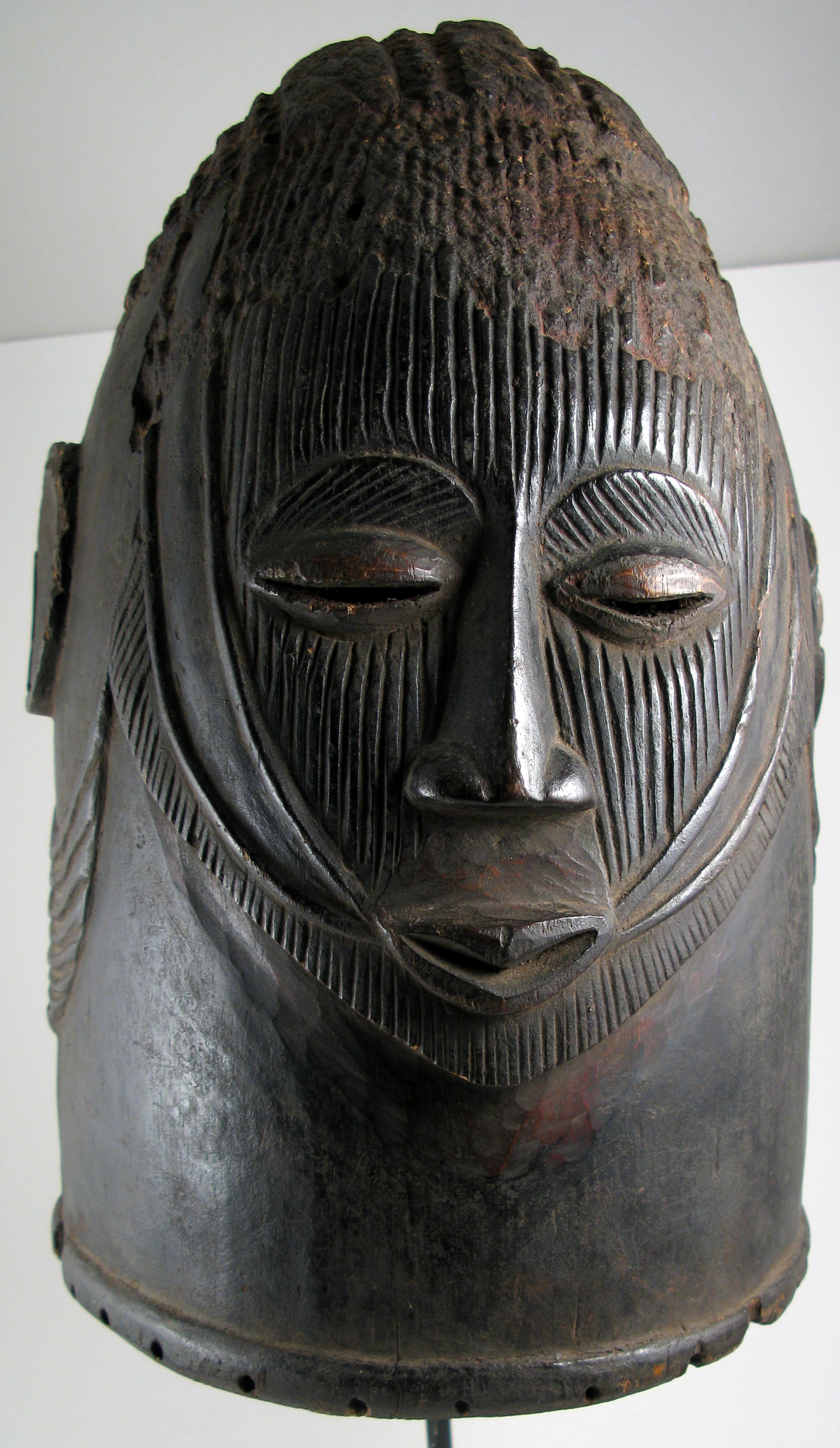
Helmmasker

Igala is een historisch land van een gelijknamig volk in de huidige staat Kogi in Nigeria. De hoofdstad was Idah, aan de rivier Niger.

## Middeleeuws Igala
Igala lag ingeklemd tussen het land van de Idoma en van de diverse Yorubavolkeren. Het is een smalle strook langs de Niger, tot waar de Benue hierin uitmondt. Door zijn ligging kon het de handel op de rivier beheersen, waaruit zijn macht voortkwam. De Yoruba en Igala (ook: Igara) hebben zich in de vroege geschiedenis, voor de zevende eeuw, vanuit een regio in het noordoosten van Yorubaland naar het zuiden en oosten verspreid. Clans van het Igalavolk waren niet aan een bepaald grondgebied gebonden, zoals dat bij de naburige Idoma het geval was, maar leefden verspreid door het land. Het land heeft zich in de vijftiende eeuw tot een kleine staat ontwikkeld. Het had een sterk gecentraliseerde monarchie, in tegenstelling tot de decentraal georganiseerde Idoma- en Igbolanden aan zijn oostgrenzen. De koningen werden Ata genoemd en zetelden in Idah.

## Overlevering
Een overlevering wil dat de Igala zich oorspronkelijk op de oostelijke oever van de Niger hebben gevestigd, waarbij ze de Idoma en Igbo voor zich uit dreven.
Net als de Idoma, traceren de Igala hun oorsprong tot een oud rijk Apa, dat een paar honderd kilometer naar het noordoosten zou hebben gelegen. De Igala immigreerden naar hun huidige woongebied, en vestigden zich tussen de autochtone bevolking, die Akpoto genoemd wordt. Apa wordt vaak als een mythisch rijk gezien, terwijl er nooit resten van een akpototaal zijn gevonden.